# Wayne Swan
Wayne Maxwell Swan (né le 30 juin 1954 à Nambour, Australie), est un homme politique australien.
Membre du Parti travailliste, il est ministre des Finances entre le 3 décembre 2007 et le 27 juin 2013 et de vice-premier ministre entre 24 juin 2010 et le 27 juin 2013.

## Biographie
Il fréquente le lycée de Nambour où il côtoie Kevin Rudd puis part étudier l'administration publique à l'Université du Queensland. 
Il devient en 1978 conseiller de Bill Hayden puis de Kim Beazley en 1983.
Il représente l'Australie au sommet de Toronto en 2010.